# Missal de Santa Eulàlia
El Missal de Santa Eulàlia és un missal conservat a la Catedral de Barcelona, fet amb miniatures de Rafael Destorrents, fill del gran artista Ramon Destorrents.

## Història

### L'encàrrec
Quan el 8 de març de 1403, l'il·luminador de llibres Rafael Destorrents va contractar la il·lustració i decoració d'un missal per a l'ús litúrgic de la catedral de Barcelona, per compte del bisbe Joan Ermengol, estava fent el primer gest per a la realització d'una de les grans obres de la miniatura catalana: el Missal anomenat “de Santa Eulàlia”, que conté una orla a foli sencer –amb la representació del Judici Final– i un total de divuit inicials historiades, associades amb altres elements de decoració marginal. Al llibre es van recollir les dues advocacions de la catedral: la Santa Creu i Santa Eulàlia així com tots els sants barcelonins coneguts.
El Judici Final és un tema conegut però plasmat aquí amb una factura exquisida i delicada, amb formes molt singulars i profundament originals. Es tracta d'un llibre excepcional, a l'alçada de la importància del seu comitent: Joan Ermengol, que havia estat nomenat, l'any 1398, bisbe de Barcelona pel Papa Benet XIII, a instàncies precisament del rei, Martí l'Humà, amb el qual tenia una relació directa. Amb aquest encàrrec, el bisbe seguia les petjades de molts dels comitents de l'època i mostrava les motivacions que portaven a molts dels representants de la reialesa, de les elits urbanes i de la jerarquia eclesiàstica a fer encàrrecs als mestres més reconeguts: utilitzar les obres d'art com a elements de prestigi.

### Prestigi, pietat i goig estètic
Ermengol trobà en Rafael Destorrents, àlies Rafael Gregori, l'artista ideal per a les seves pretensions, – per altra banda comunes a tots els comitents de l'època-, fonamentades en el prestigi, la pietat i el goig estètic.
Sufragar una obra per a la catedral suposava deixar constància del seu estatus com a bisbe així com perpetuar la seva memòria amb un objecte sumptuari que enriquís el patrimoni de la Seu de Barcelona. Potser Ermengol cercava, amb aquesta obra, expiar les culpes i preparar el terreny per a la seva salvació. La representació del Judici Final al·ludeix a la preocupació general de l'època per evitar les cruels tortures de l'Infern i obtenir la Glòria. Tot i que sembla que els valors de prestigi i pietat serien una prioritat en l'encàrrec, podem imaginar el goig estètic que devia produir tenir a les mans una obra tan bella.

## Estil
Les obres del període artístic conegut com a “gòtic internacional”, permeten contemplar un art refinat i preciosista, en el qual es combinaven l'observació naturalista amb l'estilització. Aquest univers estètic –i en cert sentit “esteticista”–, amb el seu to aristocràtic, podia expressar la voluntat propagandística dels comitents en favor de la seva imatge i del seu govern en un moment políticament i religiosament conflictiu.